# Exosoma thoracicum
Exosoma thoracicum es una especie de insecto coleóptero de la familia Chrysomelidae.
Fue descrita científicamente en 1843 por Redtenbacher.